# Amina Lawal
Amina Lawal Kurami (nascida em 1972) é uma nigeriana que foi condenada à morte por apedrejamento devido a adultério e à concepção de um filho fora do casamento. A condenação, com base na Sharia, foi determinada por um tribunal islâmico em Funtua (no norte do estado de Katsina, Nigéria). O pai da criança não foi processado por falta de provas e julgado inocente, sem que fosse realizado um exame de DNA.
Sua condenação foi anulada e ela voltou a se casar. Baobab for Women's Human Rights, uma ONG sediada na Nigéria e dedicada aos direitos humanos das mulheres, assumiu o seu caso, que foi defendido por advogados nigerianos capacitados tanto em leis seculares, quanto na Sharia. Entre os advogados de Amina estava Hauwa Ibrahim, uma proeminente advogada de direitos humanos, conhecida por seu trabalho voluntário para pessoas condenadas pela Sharia.
Na bem sucedida defesa de Amina Lawal, advogados utilizaram o conceito de "gestação prolongada", argumentando que, segundo a lei islâmica, é possível existir um intervalo de cinco anos entre a concepção e o nascimento (Dois anos antes do nascimento da filha, ela ainda vivia com o marido).
Em maio de 2003, a resposta oficial da Embaixada da Nigéria na Holanda sobre o caso era de que nenhum tribunal havia proferido sentença de linchamento para Amina Lawal. Afirmaram que não tinham conhecimento do caso e que os relatos eram "infundados e maliciosos" e tinham objetivo de "ridicularizar o sistema judicial nigeriano e a imagem do país frente à comunidade internacional".
Ironicamente, o embaixador nigeriano nos EUA, A. A. Agada, foi mais acessível ao reconhecer o caso e, em 29 de agosto de 2003, fez a seguinte declaração:
"A Embaixada deseja informar que Malama Amina Lawal ainda poderá fazer três apelações antes que seu caso vá para a última instância. Por meio desta, a Embaixada assegura ao público geral que o direito de Malama Lawal a uma audiência justa e de acordo com a Constituição Nigeriana será garantido. Portanto, um processo justo de apelação será realizado, de forma a assegurar a soberania da lei."
O caso expôs as tensões civis e religiosas entre as regiões cristãs e muçulmanas da Nigéria. A sentença também causou indignação generalizada no Ocidente, e uma várias campanhas foram lançadas para persuadir o Governo da Nigéria a derrubar a sentença. Várias participantes do concurso de beleza Miss Mundo, que seria realizado na Nigéria em 2002, abandonaram a competição como forma de protestar contra o tratamento dado a Amina Lawal. O show norte-americano de Oprah Winfrey fez uma edição especial sobre Amina Lawal e incentivou os espectadores a enviar e-mails de protesto ao embaixador nigeriano. Foram enviadas mais de 1,2 milhões mensagens.
Em 19 de agosto de 2002, a primeira apelação de Amina contra o linchamento foi rejeitada por uma corte islâmica no estado de Katsina. O juiz afirmou que a sentença seria executada assim que ela desmamasse a filha.
Foi movida uma segunda apelação e, em 25 de setembro de 2003, a condenação de Amina ao linchamento foi derrubada por um júri composto de cinco juízes na Corte Sharia do Estado de Katsina, tendo como base a ausência de flagrante e o fato de que Amina não havia tido acesso a ampla defesa.
Amina foi a segunda nigeriana a ser condenada à morte por linchamento por ter praticado sexo fora do casamento. Antes dela houve Safiya Hussaini, cuja sentença foi derrubada em março de 2002, na primeira apelação. A Sharia foi estabelecida em 2000 em Zamfara, o estado mais expressivamente muçulmano do norte da Nigéria. Desde então, foi adotada por pelo menos outros 12 estados. Sob Sharia, a gravidez fora do casamento, por si só, constitui prova suficiente para a condenação de uma mulher por adultério.